# Engin Bekdemir
Pour les articles homonymes, voir Engin.
Engin Bekdemir, né le 7 février 1992 à Beringen en Belgique, est un footballeur turc, qui évolue au poste de milieu offensif à l'Osmanlıspor.

## Biographie

### Jeunesse et formation
Engin Bekdemir voit le jour à Beringen en Belgique. En 2000, il rejoint pour une année le club de sa ville, le K Beringen FC, avant de s'envoler pour les Pays-Bas et le PSV Eindhoven. C'est là-bas que Bekdemir fera ses classes pendant huit années.
Avec la sélection turque des moins de 17 ans, Bekdemir participe au championnat d'Europe des moins de 17 ans en 2009. Lors de cette compétition organisée en Allemagne, il joue deux matchs. Il dispute ensuite la même année la Coupe du monde des moins de 17 ans qui se déroule au Nigeria. Bekdemir joue cinq matchs lors de ce tournoi. La Turquie atteint les quarts de finale du mondial, en étant battue par la Colombie.
Bekdemir se rend ensuite au FC Porto, club phare du Portugal, où il évolue, de 2009 à 2011, en équipe B. Cependant, il ne joue aucun match avec l'équipe A, et se rend alors dans son pays d'origine, la Turquie, pour avoir sa chance.
Avec la sélection turque des moins de 19 ans, il participe au championnat d'Europe des moins de 19 ans en 2011. Il dispute trois matchs lors de cette compétition organisée en Roumanie.

### Carrière en Turquie
Bekdemir signe son premier contrat professionnel avec le club de Kayserispor. Il réalise ses débuts le 23 septembre 2011, lors d'une défaite contre Fenerbahçe.
Bekdemir s'engage pour le club du Çaykur Rizespor en juillet 2014. Il rejoint ensuite l'équipe d'Eskişehirspor l'été suivant.
Avec Eskişehirspor, Bekdemir inscrit sept buts en première division turque. Le 13 mars 2016, il inscrit un doublé en championnat contre le club d'Akhisarspor.
Le 1er juillet 2016, Bekdemir rejoint gratuitement le club d'Osmanlıspor. Il participe à la Ligue Europa avec cette équipe. Lors de cette compétition, il inscrit un but contre le club moldave du Zimbru Chișinău lors du deuxième tour.

## Statistiques
| Saison                | Club                  | Championnat           | Championnat | Championnat | Championnat | Coupe(s) nationale(s) | Coupe(s) nationale(s) | Coupe(s) nationale(s) | Compétition(s) continentale(s) | Compétition(s) continentale(s) | Compétition(s) continentale(s) | Compétition(s) continentale(s) | Total | Total | Total |
| Saison                | Club                  | Division              | M.          | B.          | P.d.        | M.                    | B.                    | P.d.                  | Comp.                          | M.                             | B.                             | P.d.                           | M.    | B.    | P.d.  |
| 2011-2012             | Kayserispor           | SüperLig              | 6           | 0           | 0           | -                     | -                     | -                     | -                              | -                              | -                              | -                              | 6     | 0     | 0     |
| 2012-2013             | Kayserispor           | SüperLig              | 12          | 0           | 0           | -                     | -                     | -                     | -                              | -                              | -                              | -                              | 12    | 0     | 0     |
| 2013-2014             | Kayserispor           | SüperLig              | 10          | 0           | 1           | 2                     | 0                     | 0                     | -                              | -                              | -                              | -                              | 12    | 0     | 1     |
| Sous-total            | Sous-total            | Sous-total            | 28          | 0           | 1           | 2                     | 0                     | 0                     | -                              | -                              | -                              | -                              | 30    | 0     | 1     |
| 2014-2015             | Çaykur Rizespor       | SüperLig              | 12          | 0           | 1           | 6                     | 2                     | 1                     | -                              | -                              | -                              | -                              | 18    | 2     | 2     |
| Sous-total            | Sous-total            | Sous-total            | 12          | 0           | 1           | 6                     | 2                     | 1                     | -                              | -                              | -                              | -                              | 18    | 2     | 2     |
| 2015-2016             | Eskişehirspor         | SüperLig              | 27          | 7           | 4           | 3                     | 0                     | 1                     | -                              | -                              | -                              | -                              | 30    | 7     | 5     |
| Sous-total            | Sous-total            | Sous-total            | 27          | 7           | 4           | 3                     | 0                     | 1                     | -                              | -                              | -                              | -                              | 30    | 7     | 5     |
| 2016-2017             | Osmanlıspor           | SüperLig              | 0           | 0           | 0           | 0                     | 0                     | 0                     | C3                             | 2                              | 1                              | 1                              | 2     | 1     | 1     |
| Sous-total            | Sous-total            | Sous-total            | 0           | 0           | 0           | 0                     | 0                     | 0                     | -                              | 2                              | 1                              | 1                              | 2     | 1     | 1     |
| Total sur la carrière | Total sur la carrière | Total sur la carrière | 67          | 7           | 6           | 11                    | 2                     | 2                     | -                              | 2                              | 1                              | 1                              | 80    | 10    | 9     |